# Interaktivität
In der Informationstechnik bezeichnet Interaktivität ([ɪntɐʔaktiviˈtɛːt], lateinisch inter ‚zwischen‘ und agere ‚treiben, betreiben‘) eine Eigenschaft bei digitalen Medien oder Computersoftware, welche die Verfügbarkeit der Präsenz eines aus Impuls und Reaktion bestehenden „austauschenden“ Verhaltens an definierten Interfaces beinhaltet. Interaktivität weist allgemein auf eine Wechselbeziehung zwischen zwei oder mehreren beliebigen Größen hin, bei der implizit Informationen oder Daten ausgetauscht werden. Hingegen geht der soziologische Interaktivitätsbegriff von Personen aus, die sich gegenseitig wahrnehmen können und sich in ihrem Verhalten aneinander ausrichten; ihr Tun wird in diesem Zusammenhang als soziale Interaktion aufgefasst, während in der Informationstechnik das „austauschende“ Verhalten zwischen Mensch und Interfaces-integrierendem Computer gemeint ist.

## Anwendungsgebiete des Begriffs
Bei der Gestaltung multimedialer Lernprogramme bezeichnet Interaktivität die Eigenschaften der Software, dem Benutzer diverse Eingriffs- und Steuerungsmöglichkeiten zu ermöglichen. Die Interaktivität soll ein individualisiertes Lernen ermöglichen, indem die Auswahl und Art der Darstellung von Informationen dem Vorwissen, den Interessen und Bedürfnissen der Lernenden anpassbar sind oder von diesen manipuliert werden können.
Strzebkowski unterteilt Interaktivität in Lernumgebungs-Aktivitäten, Navigations- und Dialogfunktionen, Aktivitäten bei der Informationspräsentation, Bearbeitungsfunktionen für präsentierte Inhalte und Bearbeitungsmöglichkeiten der Datenbasis. Strzebkowski/Kleeberg gruppieren diese dann für Lernsoftware nur noch unter Steuerungsinteraktionen und didaktischen Interaktionen. Steuerungsinteraktionen umfassen die Aktionen, die im engeren Sinne der Steuerung des Computers und der Software dienen. Didaktische Interaktionen sind dagegen wesentlich komplexer und dienen dem Erreichen von Lernzielen.
Insbesondere in Lernangeboten, die auf konstruktivistischen Lerntheorien aufbauen, wird der Interaktivität ein hoher Stellenwert eingeräumt. Schließlich ist es das Ziel solcher Lernangebote, den Lernenden zur eigenen Aktivität und Konstruktivität anzuregen.
Im Bereich der Sozialwissenschaften spricht man von Interaktivität nur dann, wenn zwei Individuen miteinander in Kontakt sind und sich in ihren wechselseitigen Handlungen gegenseitig beeinflussen. Interaktivität kann zwischen Personen unmittelbar oder vermittelt durch Medien wie Telefon, E-Mail oder Chat geschehen. Es geht also um die Wechselwirkung von Handlungen unterschiedlicher Personen aufeinander. In den Sozialwissenschaften spricht man von Interaktionen, wenn es um wechselseitige Handlungen geht.
Im Gegensatz dazu ist es im Bereich der Computertechnik durchaus üblich, auch dann von Interaktivität zu sprechen, wenn ein Mensch mit einem Computer „interagiert“. In diesem Fall wird die wechselseitige Bezugnahme betrachtet. Sowohl die Person als auch der Rechner müssen dabei jedoch unterschiedliche Wahlmöglichkeiten zur Verfügung haben. Ein ausschließliches Bereitstellen von Informationen beispielsweise auf einer Internetseite würde nicht als interaktiv oder Interaktion bezeichnet werden. Auch bezeichnet Interaktion immer das Verhältnis von Mensch und Maschine, nicht aber die Kommunikation zwischen zwei Menschen mittels einer Maschine, wie dies zum Beispiel beim Chatten der Fall ist.
Leggewie und Bieber beschreiben Interaktivität als das Schlüsselwort der neuen Informations- und Kommunikationstechnologien. Interaktivität im Internet kennzeichnet den Unterschied zu einkanaligen Sendemedien. Das herausragendste Merkmal ist die Rückkanalfähigkeit. Es handelt sich dabei um eine technische Eigenschaft, die einfachen und kontinuierlichen Rollentausch zwischen Sendern und Empfängern ermöglicht. Individuen können so den Verlauf eines kommunikativen Aktes steuern und kontrollieren. Sie können den Bedeutungsinhalt aktiv hinterfragen, indem sie einen Kommentar posten oder ihn verändern (wie bei Wikis). Diese Eigenschaft unterscheidet das Internet als interaktives Medium vom Fernsehen. Es muss betont werden, dass Medienrezeption noch nie bloß Aufnahme von Information war, weil Fernsehinhalte einen inneren Deutungsprozess beim Rezipienten in Gang setzen, ohne den das Verständnis der Inhalte nicht vorausgesetzt werden kann. Der Rezipient von einkanaligen Sendemedien aber kann dem Fernsehen nicht direkt antworten. Auch im Falle des interaktiven Fernsehens sind Auswahl und Mitbestimmung an ein relativ starres Menü gekoppelt. Es gibt also verschiedene Qualitäten von Interaktivität. Siehe hierzu auch: Herkunft des Begriffs Interpassivität.

## Klassifikation von Interaktivität

### Taxonomie der Interaktivität in der Informationstechnik
Die Taxonomie nach Schulmeister (2001) unterscheidet nachfolgende Stufen von Interaktivität:
- Stufe 1: Objekte betrachten und rezipieren
- Stufe 2: Multiple Darstellungen betrachten und rezipieren
- Stufe 3: Die Repräsentationsformen variieren
- Stufe 4: Den Inhalt der Komponente modifizieren
- Stufe 5: Das Objekt bzw. den Inhalt der Repräsentation konstruieren
- Stufe 6: Den Gegenstand bzw. Inhalt der Repräsentation konstruieren und durch manipulierende Handlungen intelligente Rückmeldungen vom System erhalten

Ausgehend von der Betrachtung und Wahrnehmung von Objekten (Stufe 1) bis zu Konstruktion von Inhalten und intelligenten Rückmeldungen (Stufe 6) kann Interaktivität differenziert dargestellt werden.

### Mehrdimensionales Modell der Interaktivität in der Pädagogik

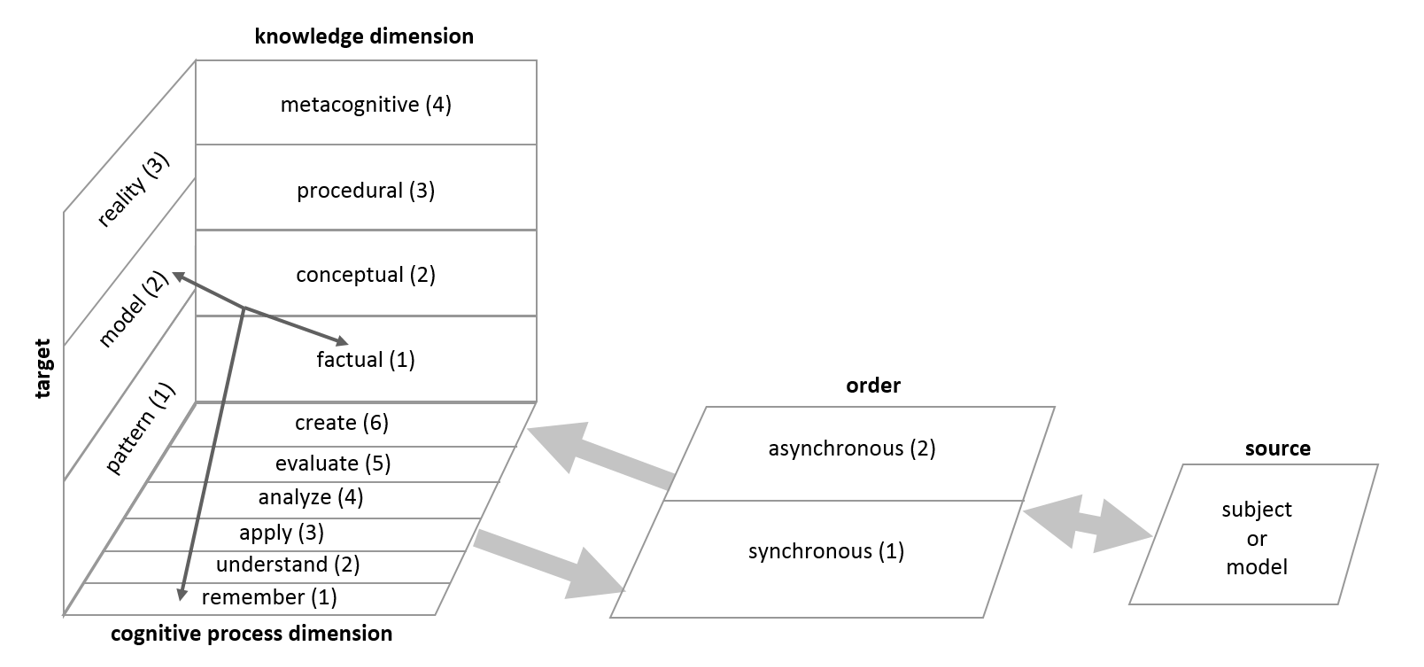
Modell der Mehrdimensionalen Interaktivität

Im mehrdimensionalen Modell der Interaktivität nach Kollmann und Schuhen (2015) existiert für ein Subjekt die primäre Anforderung, die jeweilige Interaktion durch eine bestimmte kognitive Leistung zu bewältigen.
Aus der Perspektive eines Subjektes ist die Interaktion auf ein Ziel (T) ausgerichtet, dass mit zunehmender Komplexität mit einem Schema, mit einem Modell oder mit Schnittstellen der Realität stattfinden kann. Die kognitive Leistung zur Bewältigung der Interaktion zwischen Subjekt und Ziel wird durch die integrierte Lernzieltaxonomie (die Dimension des Wissens und die Dimension des kognitiven Prozesses) nach Anderson und Krathwohl (2001) strukturiert. Eine besondere Bedeutung für die Interaktivität spielt zudem die Ordnung, die auf der untersten Stufe synchron abläuft, aber mit zunehmender Komplexität auch asynchron angeordnet sein kann. Zusammenfassend kann eine Interaktion durch die Quelle der Interaktivität (S), das Ziel der Interaktivität(T), die Wissensdimension(D), die Prozessdimension(P) und die Ordnung der Interaktivität(O) beschrieben werden.